# Кускургуль
Кускургуль — село в Нижнетавдинском районе Тюменской области России. Входит в состав Антипинского сельского поселения.

## География
Село находится на западе Тюменской области, в пределах юго-западной части Западно-Сибирской низменности, в зоне подтайги, у южного берега озера Кускургульское, на расстоянии примерно 51 километров (по прямой) к северо-востоку от села Нижняя Тавда, административного центра района.

### Климат
Климат резко континентальный с холодной продолжительной зимой и коротким тёплым летом. Средняя температура воздуха самого холодного месяца (января) — −18,6 °C (абсолютный минимум — −53 °C); самого тёплого месяца (июля) — 17,6 °C (абсолютный максимум — 38 °С). Безморозный период длится в среднем 111 дней. Среднегодовое количество атмосферных осадков составляет 300—400 мм, из которых 70 % выпадает в тёплый период. Продолжительность залегания снежного покрова составляет в среднем 156 дней.

## История
До 1917 года входило в состав Сеитовской волости Тобольского уезда Тобольской губернии. По данным на 1926 год юрты Большие Кусургульские состояли из 41 хозяйства. В административном отношении входили в состав Сеитовского сельсовета Байкаловского района Тобольского округа Уральской области.

## Население
| 2010 |
| ---- |
| 156  |

По данным переписи 1926 года в юртах проживал 171 человек (87 мужчин и 84 женщины), в том числе: татары составляли 100 % населения.
Согласно результатам переписи 2002 года, в национальной структуре населения татары составляли 100 % населения из 201 чел.